# Nikolaj Nikolaevič Poppe
Nikolaj Nikolaevič Poppe (in russo Никола́й Никола́евич По́ппе?; Yantai, 27 luglio 1897 – Seattle, 8 agosto 1991) è stato un linguista sovietico, noto anche con il nome anglicizzato in Nicholas N. Poppe.
Fu un importante specialista nello studio delle lingue mongoliche e, più in generale, di quelle altaiche.
Dimostrò la propria apertura alla tesi dell'inclusione del coreano nella suddetta famiglia linguistica.
Durante la seconda guerra mondiale collaborò con la Germania nazista.

## Biografia
Figlio di un diplomatico di servizio in Cina, Poppe nacque a Yantai l'8 agosto 1897.
Iniziò ad insegnare all'Istituto di lingue orientali moderne nel 1920, all'età di 23 anni. Tre anni dopo, nel 1923, approdò all'Università di Leningrado. Nel 1931 fu nominato capo del Dipartimento di Studi Mongolici presso l'Istituto di Studi Orientali dell'Accademia delle Scienze dell'URSS. Nel 1933, a soli 36 anni, fu eletto membro della succitata accademia, divenendone il più giovane membro.
Durante la seconda guerra mondiale visse nell'area caucasica. Sotto l'occupazione nazista Poppe fece da interprete tra la popolazione locale e i tedeschi. Quando questi ultimi si ritirarono egli li seguì con la sua famiglia, trasferendosi a Berlino dove iniziò a lavorare per l'Istituto Wannsee (da non confondersi con la Conferenza di Wannsee).
Al termine della guerra venne ricercato dalle autorità sovietiche. Nel 1949 emigrò negli Stati Uniti e iniziò a insegnare presso l'Università di Washington. Nel 1968 andò in pensione e fu insignito di un dottorato honoris causa dall'Università di Bonn. Fu inoltre eletto membro straniero dell'Accademia delle Scienze della Finlandia.
Morì nel 1991, all'età di 94 anni.

## Pubblicazioni

### Opere proprie
- 1926
  - Jakut Grammar for students.
- 1927
  - The Chuvash and their neighbors.
  - Materials for the investigation of the Tungus language: the dialect of the Barguzin Tungus.
  - The Finno-Ugric peoples: a sketch.
- 1930
  - The Alar dialect. Part I, Phonetics and morphology
- 1931
  - The Alar dialect. Part II, Texts
  - Practical manual of colloquial Mongolian (Khalkha dialect)
  - Materials on the Solon Language
- 1932
  - Manual of Mongolian
  - Specimens of Khalkha-Mongolian folklore: North Khalkha dialect
  - Notes on the dialect of the Aga Buriat
- 1933
  - Buriat-Mongolian linguistics
  - Linguistic problems of East Siberia
- 1934
  - The language and collective farm poetry of the Buriat-Mongols of the Selenga region
- 1935
  - Annals of the Barguzin Buriats: texts and investigation
  - Annals of the Khori-Buriate. First issue: The chronicles of Tugultur Toboev and Vandan Yumsunov
- 1936
  - Annals of the Selenga Buriats. First issue: Chronicle of Ubashi Dambi Jaltsan Lombo
  - Tserenov of 1868
  - Khalkha-Mongolian structure
  - Buriat-Mongolian folkloristic and dialectological collection
- 1937
  - Khalkha-Mongolian heroic epics
  - Grammar of written Mongolian
  - Grammar of the Buriat-Mongolian language
- 1940
  - Annals of the Khori-Buriats. First issue: Chronicles of Tugultur Toboev and Vandan Yumsunov
  - Manual of Mongolian
- 1941
  - History of the Mongolian Script. Vol.1: The square script
- 1951
  - Khalkha-Mongolian grammar: with bibliography, texts, and glossary.
- 1954
  - Grammar of written Mongolian.
- 1955
  - Introduction to Mongolian comparative studies.
  - Mongolian folklore: sayings, songs, fairytales and heroic sagas.
- 1957
  - The Mongolian monuments in the 'Phagspa script
- 1960
  - Comparative grammar of the Altaic languages. Part I: Comparative phonology.
  - Buriat Grammar
- 1964
  - Bashkir manual
- 1965
  - Introduction to Altaic linguistics
- 1967
  - The twelve deeds of the Buddha: a Mongolian version of the Lalitavistara

### Testi mongolici con traduzione e note in inglese
- 1970
  - Mongolian language handbook
- 1971
  - The Diamond Sutra: three Mongolian versions of the Vajracchedikaaprajnaapaaramitaa: texts, translations, notes, and glossaries
  - Khalkha-Mongolian heroic epic
- 1972
  - The language and collective farm poetry of the Buriat-Mongols of the Selenga region
- 1975
  - Mongolian epics I
  - Mongolian epics II
  - Mongolian epics III
  - Mongolian epics IV
- 1976
  - Mongolian epics V
- 1977
  - Mongolian epics VI
- 1978
  - Tsongol folklore (the language and Collective Farm poetry of the Buriat-Mongols of the Selenga Region)
- 1980
  - Mongolian epics IX
- 1985
  - Mongolian epics XI